# 大霞田
大霞田，原寫為大霞佃，是臺灣彰化縣和美鎮的一個地名，位於該鎮南部。相較於今日行政區，其範圍大致包括源埤里不含西南部凸出部分南部、鎮平里。

## 歷史
台灣清治末期至日治初期，大霞田地區為一街庄，稱為「大霞佃庄」，隸屬於線西堡。該庄北與和美線庄、七張犁庄為鄰，東與嘉犁庄、西勢仔庄為鄰，南邊為西門口庄，西南邊一小段與馬興庄為界，西邊為蕃雅溝庄。
1901年（日治明治三十四年）11月，該庄隸屬於彰化廳。1909年（明治四十二年）10月，改隸屬於臺中廳。1920年（大正九年），該庄改制並改名為「大霞田」大字，隸屬於臺中州彰化郡和美庄。1943年，和美庄升格為和美街。
戰後和美街改制為和美鎮，隸屬於彰化縣，大字亦改制為里。

## 交通
縣道138號（彰和路三段）是線西至彰化的道路，大致以西北－東南走向經過大霞田地區東北部，往西北可前往和美市區、線西、彰化濱海工業區線西區，往東南可前往彰化。
縣道139甲線（彰草路二段）是和美塗厝至彰化的道路，大致以橫向經過本地區南部，往西可至頂番婆、草港、和美，至塗厝接上縣道139號本線，往東南可前往彰化接上省道台1丙線、台19線。